# Lea Lin Teutenberg
Lea Lin Teutenberg (* 2. Juli 1999 in Mettmann) ist eine deutsche Radsportlerin, die Rennen auf Bahn und Straße bestreitet.

## Sportliche Laufbahn
Lea Lin Teutenberg stammt aus einer Radsportfamilie: Ihr Vater ist der Radsportler Lars Teutenberg, ihr Onkel Sven Teutenberg, ihre Tante Ina-Yoko Teutenberg. Auch ihr drei Jahre jüngerer Bruder Tim Torn Teutenberg ist als Radrennfahrer aktiv.
2016 wurde Teutenberg deutsche Junioren-Meisterin in der Mannschaftsverfolgung, 2017 errang sie diesen Titel im Punktefahren. Ebenfalls 2017 wurde sie nationale Junioren-Meisterin im Einzelzeitfahren auf der Straße; bei den Straßenweltmeisterschaften belegte sie im Zeitfahren der Juniorinnen Rang 13. Im Jahr darauf erhielt sie ihren ersten Vertrag bei einem UCI Women’s Team, bei WNT-Rotor Pro Cycling. Zudem errang sie gemeinsam mit Laura Süßemilch, Michaela Ebert und Franziska Brauße bei den U23-Bahneuropameisterschaften die Bronzemedaille in der Mannschaftsverfolgung.
2018 wurde Lea Lin Teutenberg für den Start im Zweier-Mannschaftsfahren (mit Michaela Ebert) beim Lauf des Bahnrad-Weltcups in Berlin nominiert. Bei den U23-Europameisterschaften 2020 errang sie jeweils Silber im Zweier-Mannschaftsfahren (mit Franziska Brauße) und in der Mannschaftsverfolgung (mit Lena Charlotte Reißner, Finja Smekal und Franziska Brauße). Im Jahr darauf belegte sie bei den U23-Europameisterschaften in Apeldoorn Rang drei im Omnium. 2022 wurde sie deutsche Meisterin im Omnium und mit Lana Eberle, Lisa Brennauer und Laura Süßemilch in der Mannschaftsverfolgung, im Jahr darauf deutsche Meisterin im  Punktefahren und im Zweier-Mannschaftsfahren (mit Franziska Brauße).
2024 errang Teutenberg bei den Europameisterschaften im Ausscheidungsfahren mit Silber ihre erste internationale Medaille in der Elite.
Bereits 2018 wurde Teutenberg Mitglied im damaligen WNT-Rotor Pro Cycling Team, mit dem sie 2024 in die UCI Women’s WorldTour aufstieg, selbst jedoch ohne zählbare Erfolge blieb. Nach sieben Jahren verließ sie zur Saison 2025 das Team und wurde Mitglied bei den Lotto Ladies, wo sie eine neue Herausforderung sucht und auch selbst auf Ergebnis fahren möchte.

## Erfolge

### Bahn
2016
- Deutsche Junioren-Meisterin – Mannschaftsverfolgung (mit Franziska Brauße, Annika Teschke und Lena Ostler)

2017
- Deutsche Junioren-Meisterin – Punktefahren

2018
- U23-Europameisterschaft – Mannschaftsverfolgung (mit Laura Süßemilch, Michaela Ebert und Franziska Brauße)

2019
- Deutsche Meisterin – Zweier-Mannschaftsfahren (mit Franziska Brauße), Mannschaftsverfolgung (mit Charlotte Becker, Tanja Erath und Franziska Brauße)

2020
- U23-Europameisterschaft – Zweier-Mannschaftsfahren (mit Franziska Brauße), Mannschaftsverfolgung (mit Lena Charlotte Reißner, Finja Smekal und Franziska Brauße)

2021
- U23-Europameisterschaft – Omnium

2022
- Deutsche Meisterin  –  Omnium, Mannschaftsverfolgung (mit Lana Eberle, Lisa Brennauer und Laura Süßemilch)

2023
- Deutsche Meisterin  –  Punktefahren, Zweier-Mannschaftsfahren (mit Franziska Brauße), Mannschaftsverfolgung (mit Hanna Dopjans, Franziska Brauße und Lana Eberle)

2024
- Europameisterschaften – Ausscheidungsfahren
- Deutsche Meisterin – Scratch, Ausscheidungsfahren

### Straße
2017
- Deutsche Junioren-Meisterin – Einzelzeitfahren